# Spermophora elongata
Spermophora elongata är en spindelart som beskrevs av Yin och Wang 1981. Spermophora elongata ingår i släktet Spermophora och familjen dallerspindlar. Inga underarter finns listade i Catalogue of Life.